# 下妻城
下妻城（しもつまじょう）は、茨城県下妻市（常陸国関郡下妻荘）にあった日本の城。多賀谷氏の居城であったことから多賀谷城（たがやじょう）とも称し、地元では一般にこの名称を用いている。
城郭は広大で旧真壁郡下妻町の領域がすっぽりと収まるほどであった。1950年代までは曲輪・濠・土塁跡が残っていたとされるが、1961年（昭和36年）に始まった都市計画事業を経て、現在では多賀谷城跡公園内にわずかに痕跡を残すのみとなっている。

## 概要
城が完成した15世紀中頃は東西両館からなり、東館を本丸とする2廓の単純な構造であった。その後多賀谷氏の勢力拡大に伴い城を北方向へ拡張していき、多賀谷氏7代の重経の頃（16世紀末から17世紀初頭）には南北1.5kmにおよぶ長大な城域を有するようになっていた。この時代の下妻は常陸国西部最大の都市であり、城郭・城下町の規模や充実度の面で常陸国屈指の存在であった。
城跡は下妻市指定史跡となっており、カワラケ（素焼きの陶器）が出土している。付近には本城・新屋敷・本宿・上宿・陣屋など城や城下町の名残が偲ばれる地名が残るが、宅地化の進行により、その遺構の一部は失われている。また下妻市役所の西に城跡公園がある。城跡公園は1961年（昭和36年）からの都市計画事業により建設され、市民憩いの場となっている。ここには1890年（明治23年）12月に建立された碑があり、表面に多賀谷氏7代140年の経歴が漢文で刻まれ、裏面に碑の建立費用を負担した旧臣の子孫264名の氏名が彫られている。

### 城郭の構造
平城であり東西に沼と河川（小貝川・鬼怒川）、南方に湿地帯を控えていたことから、北方への防御態勢が重点的にとられ、秋田県立図書館が所蔵する「常陸国下妻城図」によれば北には土塁や濠が七重にも巡らされていた。これは単に北側に自然的障壁がなかっただけでなく、北方に多賀谷氏が敵対した結城氏や水谷氏の領地が存在したことが影響している。
城は館沼（たてぬま）によって東西に分断され、沼の東側に本城（本丸）・中城（二の丸）・三の丸・北城・南館（姫曲輪）を、沼の西側に西城を置いていた。周囲に小野子（多賀谷一族の居住地）・虚空蔵曲輪等を配していた。城域は南北1,500m×東西900mであった。土を台地上に盛った土塁を複数築き（盛土）、土塁の周りの掘割には大宝沼から引いた水を満たし、主要な土塁は7つの橋で結んだ。これを「多賀谷七構え」という。

### 城下町の構造

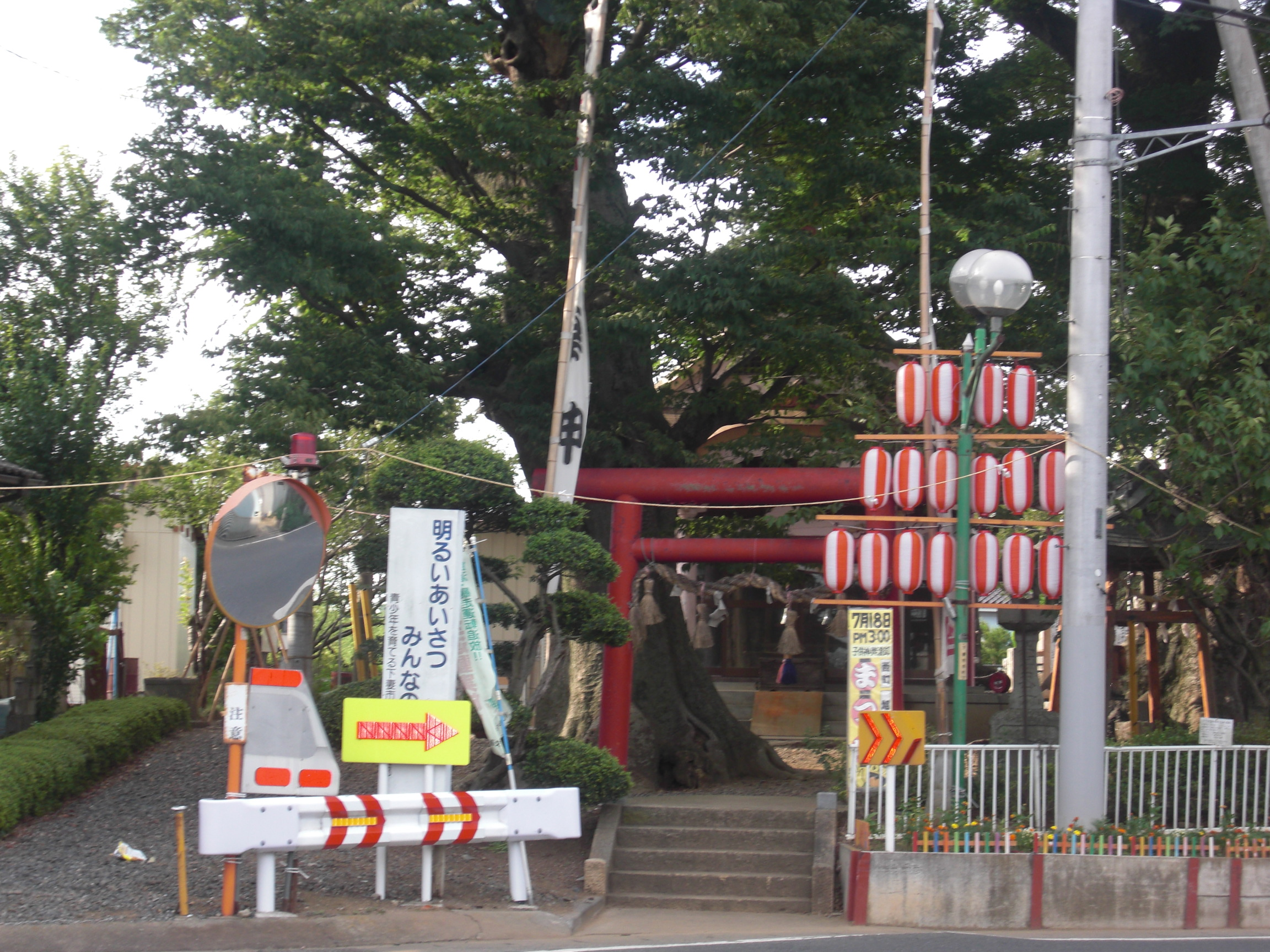
下妻神社

飯田・石塚・片岡・渡辺などの姓を名乗る多賀谷氏の家臣は、城郭外延部の本宿・上宿・今宿（新宿）・坂本などに居住した。本宿などは「宿」（宿場）である以上、商工業者（商人・職人）も居住していたが、家臣団の集住があり、城郭の一部としても機能していたと考えられる。こうした城郭的機能を町場が有するのは下妻城特有のものでなく、結城城・山川城・海老ヶ島城などにも見られる戦国時代の関東地方の特徴的な城下町構造である。
北城の北にはタカジョウマチなどの小字が見られ、職人が居住していたと考えられる。初期の城下町は北方にある牛頭天王（現在の下妻神社）の門前町・大町（現在の下妻市下妻乙）とその東隣の西町を中心に発展し、重経の時代には大町の南に位置する三道地（さんどうち、現在の下妻市下妻丁）から新地まで拡大した。

## 歴史

### 築城と城下の発達
『多賀谷家譜』によれば、康正元年（1455年）から多賀谷氏家（祥賀）が下妻荘に築城を開始し、6年後の寛正2年（1461年）に完成したとされる。氏家は享徳の乱に際し足利成氏の命を受けた結城成朝の家臣として随行し、享徳3年11月27日（ユリウス暦：1454年12月16日）に弟の高経（朝経、祥英）と共に上杉憲忠を殺害、古河公方・足利成氏から功績を認められ、下妻荘を含む関三十三郷と大名の地位を得た。したがって、氏家が築城を始めたのは、領地として下妻荘を獲得した直後のことであった。また城の完成記念に大宝八幡宮を建て、上杉憲忠を斬った「青雲」という太刀を奉納した。なお、城の完成は寛正3年（1462年）であるとする説も存在し、『図説 茨城の城郭』では寛正3年説を採用している。現在では下妻と古河はどちらも同じ茨城県であるが、当時の下妻は常陸国、古河は下総国であり、古河公方にとって小田氏・真壁氏・宍戸氏・大掾氏ら伝統的な武家による支配がなされていた常陸国へ権力を介入させる上で、多賀谷氏と下妻は重要であった。
氏家と高経に次いで下妻城主となった基泰（家植、祥潜）は、文明10年（1478年）に足利成氏から「忠を尽くせ」との命を受け、文明14年（1482年）より行田宮内と常楽寺某を始めとして立て続けに下妻荘近在の領主を降伏させ、支配領域を拡大した。そして永正の末頃（1520年頃）には現在の下妻市・常総市・結城郡八千代町の大部分と筑西市南部（旧真壁郡関城町東部）、つくば市西部（旧筑波郡大穂町・豊里町の一部）を支配下に置くまでに勢力を増した。また領下の人心を掌握するため、大宝八幡宮への太刀の奉納や城内外への寺社の建立や再興を進め、領地の政治的・経済的中心として下妻城と城下町の整備・拡大を推進した。

### 城主・多賀谷氏の興隆
基泰の跡を継いだ光経（家重）はさらに領域を拡大させ、かつての主君・結城氏の領地の倍近くを領有するまでになった。光経は結城氏の当主・政朝といとこの関係にあったこともあり、結城氏への従属からの脱却・自立を進め、天文3年（1534年）に政朝方が多賀谷領に侵入して以降、完全に対立関係となった。次代の朝経の時代には小田氏の小田政治と組んでたびたび結城氏・山川氏と争いを繰り返したが、天文16年5月（ユリウス暦：1547年5月）の戦いに敗れ、また翌・天文17年（1548年）に政治が亡くなったため、和議を申し入れて再び結城氏と同盟を結んだ。これにより今度は小田氏との関係が悪化、小田氏を討とうとしていた佐竹氏と誼（よしみ）を通じてきたことで小田領に攻め入り、今鹿島・長高野（おさごうや）・前野（いずれも現在のつくば市内）を支配下に置いた。
朝経が重病に陥ったために家督を継いだ政経は、当初結城政勝が北条氏康に従ったため一時は後北条氏に従い、後北条氏の軍勢を借りて小田氏治の領地に侵攻するも、上杉謙信が関東地方へ攻め入ると上杉氏に付き、永禄4年正月（ユリウス暦：1561年1月）には佐竹・小田・宇都宮の3氏と共に結城晴朝を攻めた。その結果、結城氏領であり下妻と結城を結ぶ経路上の要地であった関本（現在の筑西市関本）を奪取し、附城を置いた。こうして佐竹氏との関係を強めていく一方、武田氏とも志を通じ、結城・小田両氏と敵対しながら領地拡大をもくろんだ。政経の時代に多賀谷領は最大となり、現在の地名で記すと北は筑西市舟生、東は筑西市海老ヶ島、南は牛久市、西は坂東市弓田までを領有した。

### 多賀谷時代の終焉
第7代重経は19歳にして天正4年5月8日（ユリウス暦：1576年6月4日）に政経が亡くなったために家督を継ぎ、領地の南に接していた豊田氏を攻め、一度は敗走するも後に豊田城を水攻めにして落城させた。その間、後北条氏は天正2年（1574年）に関宿城を手中に収め多賀谷領に迫りつつあり、谷田部城で激しい攻防を展開した。一方、時代は天下統一へと向かっており、重経は織田信長に駿馬を送ったり、豊臣秀吉に書状を送って親交を結ぶなど、必死で乱世を生き抜こうとした。天正18年（1590年）に秀吉が小田原征伐を実行すると、結城晴朝・水谷勝俊と共に参陣し、武蔵国・忍城への攻撃に参戦し、同年8月1日（グレゴリオ暦：1590年8月30日）に下妻6万石の知行を安堵された。この後、重経の経歴には通説と異説が存在するため、両論を併記する。

#### 通説
領地は安堵されたものの、秀吉から結城氏の与力大名たることを申し渡され、それを不服とした重経は長男の三経を分家して結城氏に従わせ、自身は佐竹義重の4男の宣隆を養子に迎えて佐竹氏に仕えたとされる。多賀谷氏はここで重経ら佐竹派の下妻多賀谷氏（下妻城を拠点）と三経ら結城派の太田多賀谷氏（太田城を拠点）に分裂し、家臣も二分された。こうして秀吉の命を満たしつつ大名の地位を守った重経は、秀吉に不満を抱き続け、病気を理由に文禄の役への出陣を拒否、所領の大半を没収された。さらに慶長5年（1600年）の関ヶ原の戦いに際しては佐竹義宣と行動を共にし東軍を背後から突こうとしたが、西軍は敗北、責任を感じて武蔵国府中（現在の東京都府中市）に蟄居（ちっきょ）した。そして慶長6年（1601年）に下妻6万石を没収、改易された。そして佐竹義宣を頼って出羽国へ移った。

#### 異説
多賀谷三経が結城氏に服属することは、小田原征伐以前からの決定事項であり、これは家内で佐竹派結城派の対立によるものと考えられる。その後、重経は病気を理由に文禄の役への出陣を拒否、罰として下妻城の破却と金子1,000枚の提出を命じられた。慶長3年（1598年）には家督を宣隆に譲り、重経は仏門に入ったという。関ヶ原の戦いにおいても重経は病気を理由に参戦せず、慶長7年（1602年）に宣隆が継いだ下妻多賀谷氏は佐竹氏と共に出羽国久保田（現在の秋田県秋田市）へ移ると、自身は各地を放浪の旅に出た。

### その後
領主のいなくなった下妻は一時天領となり、徳川家康の11男・鶴千代（後の徳川頼房）が慶長11年9月23日（グレゴリオ暦：1606年10月24日）に5万石で入封する。このとき鶴千代はまだ3歳で、実際には家臣の朝比奈泰雄が城代として城に詰めた。鶴千代は慶長14年12月22日（グレゴリオ暦：1610年1月16日）に水戸25万石で移封、水戸藩初代藩主となったため、下妻は再び天領となった。この間、鶴千代は一度も下妻へ入ることはなかった。
慶長16年正月20日（グレゴリオ暦：1611年3月4日）、多賀谷氏の旧臣と見られる者を含む下妻の農民9人は奉行に吉衛門という人物の非法を訴え出た。訴えによると、吉衛門は城に残されていた武器（弓・槍・鉄砲など）や船板、材木、畳などを自らの在所に運び入れ、隠居（多賀谷重経）の家から城廻りの武士の家、昨年まで居住していた代官衆の家に至るまで破却したという。この時点で下妻城は面影をとどめないほど荒廃し、栄華を極めた多賀谷氏の時代はすでに過去のものとなっていた。
元和元年（1615年）、松平忠昌が下妻に入り、続いて松平定綱が下妻藩主となるが元和5年（1619年）に転封となり天領に戻るが、正徳2年（1712年）に井上正長が1万石で藩主に就いて以降、下妻には幕末まで井上氏14代の陣屋が置かれた。井上氏の下妻陣屋は館沼の西側に置かれ、下妻城とは異なる場所である。

## 歴代城主
- 初代：多賀谷氏家
- 2代：多賀谷高経
- 3代：多賀谷基泰
- 4代：多賀谷光経
- 5代：多賀谷朝経
- 6代：多賀谷政経
- 7代：多賀谷重経
- 8代：多賀谷宣隆（⇒出羽国へ）
- 9代：徳川頼房（⇒水戸へ）

## 遺構

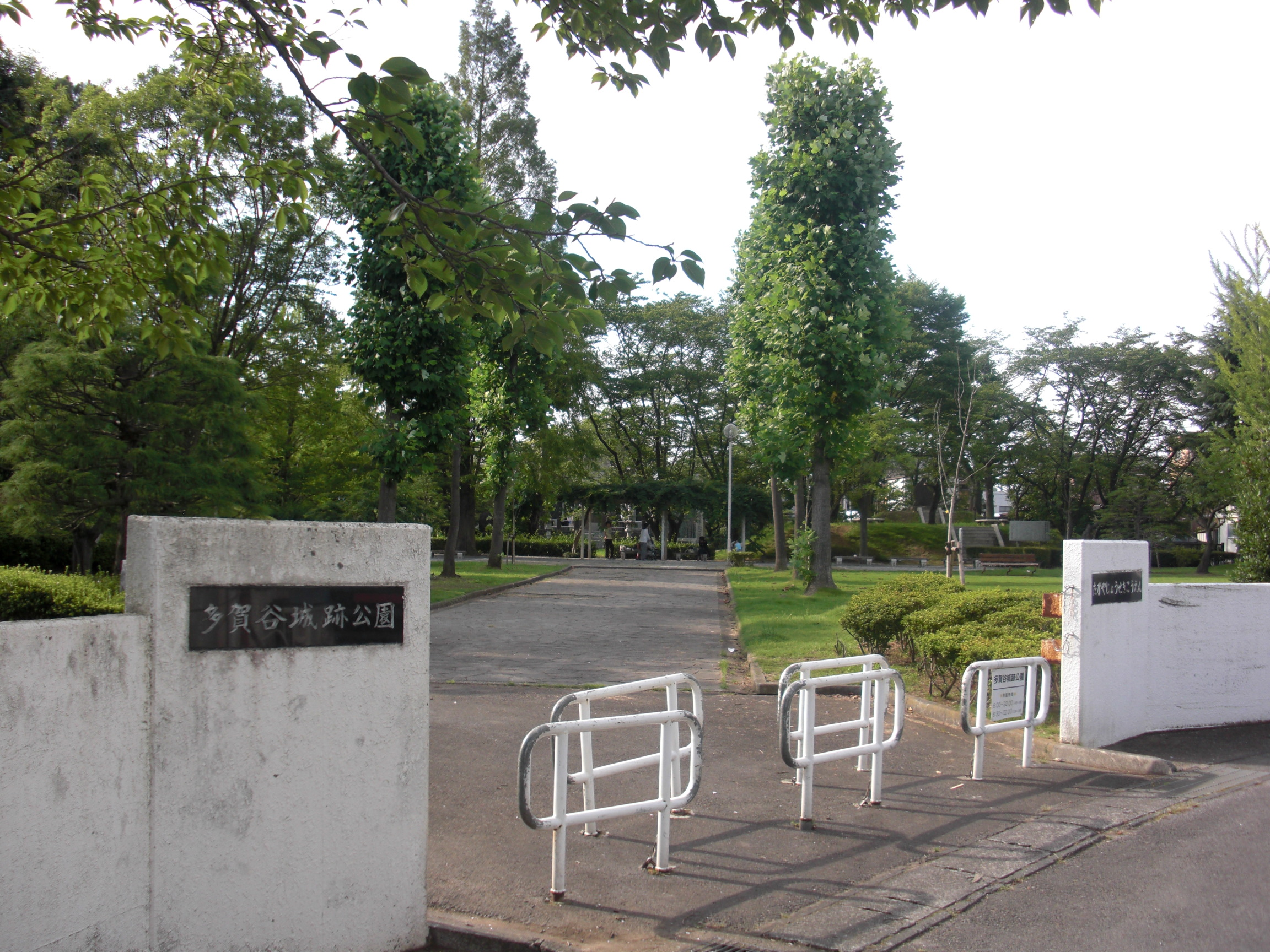
多賀谷城跡公園

城跡は茨城県下妻市本城町にある。関東鉄道常総線下妻駅より東へ約1kmのところに多賀谷城跡公園があり、碑が建てられている。遺構としては堀や土塁跡がわずかに認められる程度である。